# Zarząd Transportu Miejskiego w Poznaniu
Zarząd Transportu Miejskiego w Poznaniu (ZTM) – jednostka budżetowa miasta Poznania zajmująca się organizacją i zarządzaniem pasażerskim zbiorowym transportem miejskim. Został powołany decyzją Rady Miasta Poznania w dniu 24 czerwca 2008 r. Funkcjonuje od 1 października 2008. Do zadań jednostki należy organizacja przewozów komunikacji miejskiej w Poznaniu oraz na mocy porozumień – w gminach sąsiednich (Dopiewo, Luboń, Mosina, Puszczykowo, Suchy Las oraz częściowo: Czerwonak, Komorniki, Kórnik i Swarzędz). Każdy przewoźnik działający w ramach ZTM-u zobowiązany jest do umieszczenia na swoich pojazdach logo ZTM (*ztm) w pasie nadokiennym od strony drzwi z przodu pojazdu.

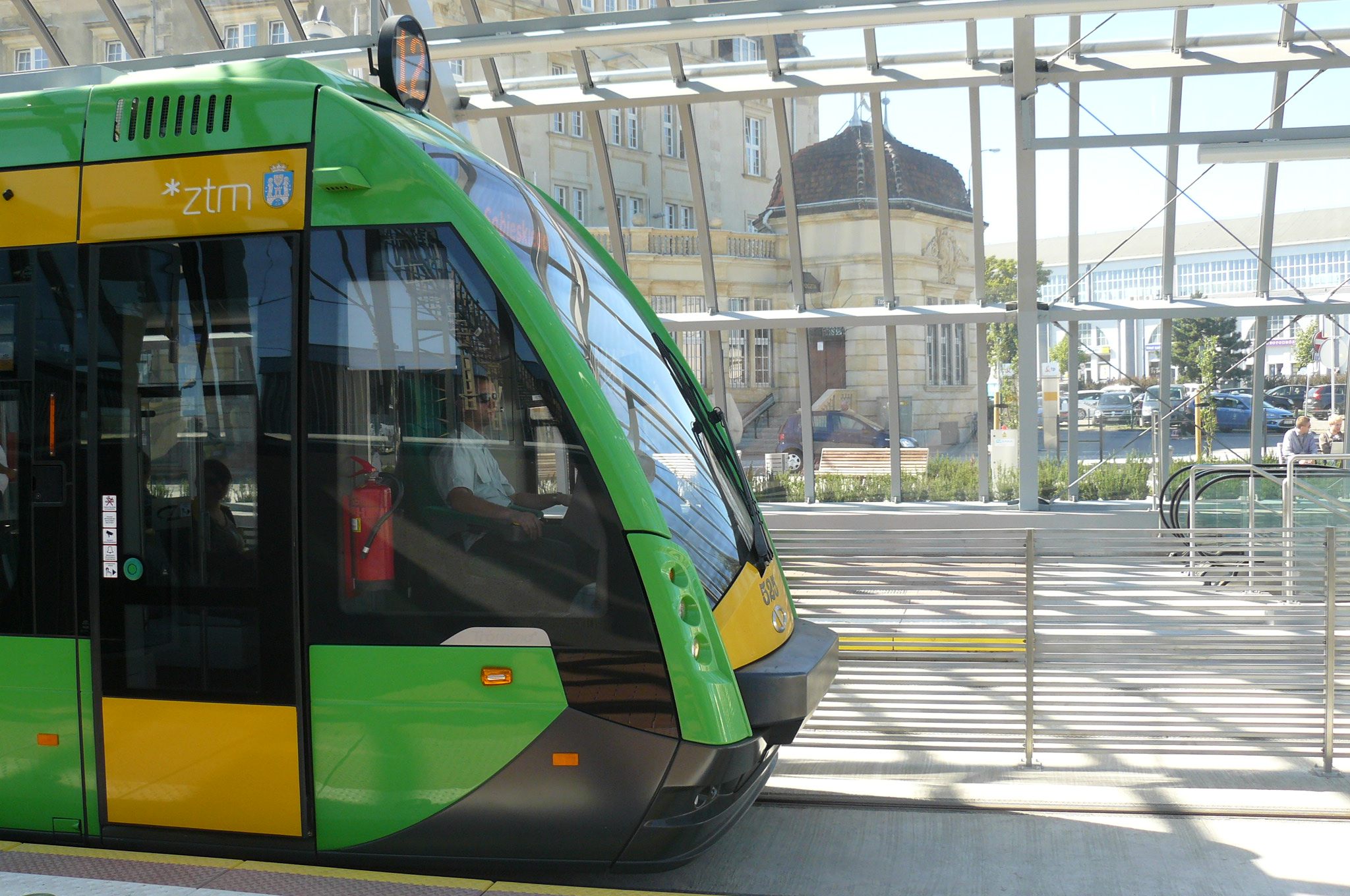
Solaris Tramino z logo ZTM Poznań.

## Zadania
Do zadań Zarządu Transportu Miejskiego w Poznaniu należy:
- ustalanie przebiegu linii komunikacyjnych oraz lokalizacji przystanków, a także określania czasowych zmian przebiegu linii komunikacyjnych, wynikających z wyłączenia określonych tras komunikacyjnych z ruchu na czas remontów,
- emisja i dystrybucja biletów oraz innych nośników opłat za przejazdy (w tym karty miejskiej PEKA w zintegrowanym systemie transportu zbiorowego),
- kontrola biletowa,
- kontrola przewoźników pod kątem wykonywania postanowień zawartych umów.

## Przewoźnicy
- MPK w Poznaniu – linie tramwajowe i autobusowe miejskie, linie autobusowe podmiejskie: 173, 322, 348, 416, 425, 727, 911
- Rokbus Rokietnica  – linie autobusowe  podmiejskie: 801, 832, 833, 834, 835, 836, 837, 882, 891, 893[4]
- Translub Luboń – linie autobusowe podmiejskie: 602, 603, 610, 611, 614, 616, 651, 690
- PUK Komorniki – linie autobusowe podmiejskie: 701, 702, 703, 704, 705, 707, 710, 715, 716, 729, 789[5]
- Kombus Kórnik – linie autobusowe podmiejskie: 501, 502, 503, 511, 512, 527, 560, 561
- ZKP Suchy Las – linie autobusowe podmiejskie: 901, 902, 904, 905, 907
- Transkom Czerwonak – linie autobusowe: 312, 320, 321, 323, 341, 342, 388, 392, 394, 396, 397[6] [7]
- TPBUS Tarnowo Podgórne – linie autobusowe: 801, 802, 803, 804, 811, 812, 813, 821, 825, 826, 881, 882, 886, 889[8]
- ZK Kleszczewo – linie autobusowe: 431, 432, 433